# Ель-Хруб
Ель-Хруб (араб. الخروب)  — місто на північному сході Алжиру, на території вілаєту Константіна. Адміністративний центр однойменного округу.

## Географія
Місто розташоване в південній частині вілаєту, у гірській місцевості Атласу, на висоті 596 метрів над рівнем моря.  
    
Ель-Хруб розташований на відстані приблизно 330 кілометрів на захід-північний захід (WNW) від столиці країни Алжиру.

## Демографія
За даними перепису, на 2008 рік населення становило 179 033 людини. 
Динаміка чисельності населення міста по роках: 
| 1977   | 1987   | 1998   | 2008    | 2012    |
| ------ | ------ | ------ | ------- | ------- |
| 14 962 | 42 261 | 88 498 | 179 033 | 232 636 |

## Транспорт
У 3 кілометрах на захід від міста розташований аеропорт Мохамед Будіаф.